# Afrixalus morerei
Afrixalus morerei es una especie de anfibios de la familia Hyperoliidae.
Es endémica de Tanzania.
Su hábitat natural incluye montanos secos, praderas tropicales o subtropicales a gran altitud, pantanos y pastos.
Está amenazada de extinción por la pérdida de su hábitat natural.